# Aleksandr Pechenkin
Aleksander Sergeïevich Pechenkin (en russe : Александр Сергеевич Печёнкин), né le 26 décembre 1991 à Tchaïkovski, est un biathlète russe. 

## Biographie
Il fait ses débuts internationaux en 2009 aux Championnats du monde jeunesse, sans obtenir de résultat significatif. Lors de 2010, il remporte les titres à la poursuite et au relais, ainsi que deux médailles d'argent. En 2011, il est vice-champion du monde junior de relais et champion d'Europe de relais mixte.
Il fait ses débuts en Coupe du monde en février 2013 à Holmenkollen, où il marque ses premiers points quelques jours plus tard.
En 2018, il fait partie avec trois autres russes poursuivis pour dopage sous la période 2012-2015 par l'Union internationale de biathlon. Il se voit retirés ses résultats personnels sous cette période.

## Palmarès

### Championnats d'Europe
- médaille d'or du relais en 2015.

### Championnats du monde junior
- Médaille d'argent du relais en 2011.
- Médaille de bronze du relais en 2012.

### Championnats du monde jeunesse
- en poursuite et relais en 2010.
- en sprint et individuel en 2010.

### Championnats d'Europe junior
- Médaille d'or du relais mixte en 2011.

### Universiades
- Médaille d'or de la poursuite et du relais mixte en 2013.